# MV Gondwana
El MV Gondwana fue un barco adquirido por Greenpeace en 1988, construido originalmente en 1975 y llamado Viking. Greenpeace actualizó el barco con un helipuerto y se aumentó el espacio de alojamiento para alojar a 33 personas. El barco se utilizó para abastecer la Base World Park Greenpeace en 1988/89 y participó en una acción directa para protestar contra la caza de ballenas japonesa en el Océano Antártico a fines de la década de 1980.